# Klasse van ruderale gemeenschappen
De klasse van ruderale gemeenschappen (Artemisietea vulgaris), soms ook bijvoet-klasse genoemd, is een klasse van xerofiele syntaxa die typerend zijn voor ruderale standplaatsen.

## Naamgeving en codering
| Agropyretea repentis Oberd., T.Müll. & Görs in Oberd. et al. 1967 |

- Syntaxoncode voor Nederland (rVvN): r32

De wetenschappelijke naam Artemisietea vulgaris is afgeleid van de botanische naam van bijvoet (Artemisia vulgaris).
De Nederlandse triviale naam 'klasse van ruderale gemeenschappen' kan verwarrend zijn, doordat deze klasse bij lange na niet de enige klasse is die wordt vertegenwoordigd door ruderale vegetatie. Dit geldt bovendien ook niet voor de klassen die in de Revisie Vegetatie van Nederland zijn opgenomen.

## Fysiognomie
De klasse van ruderale gemeenschappen kent qua fysiognomie een tamelijk uiteenlopend karakter. Duidelijke(re) fysiognomische overeenkomsten komen binnen deze klasse hoofdzakelijk pas op lagere syntaxonomische rangen tot uiting. De meeste gemeenschappen uit de klasse manifesteren zich in de formatie van een ruigte. Daarnaast komen ook laagblijvende pioniergemeenschappen en graslandachtige formaties voor. Opvallend is dat de meeste gemeenschappen zowel uitgesproken vlakdekkend, lintvormig en puntvormig in het landschap optreden.
De vegetatiestructuur is in de regel opgebouwd uit enkel een kruidlaag, soms met ook een moslaag. De vegetatietextuur wordt vooral gevormd door hemikryptofyten en therofyten. De meeste gemeenschappen uit deze klasse zijn vaak in hoge mate onderhevig aan vicinisme.

## Ecologie
Het ecologische domein van de klasse van ruderale gemeenschappen omvat hoofdzakelijk ruderale terreinen op droge, goed gedraineerde, humusarme bodems in de volle zon. Grote temperatuurverschillen en veel wind worden goed verdragen.

## Onderliggende syntaxa in Nederland en Vlaanderen
De klasse van ruderale gemeenschappen wordt in Nederland en Vlaanderen vertegenwoordigd door drie orden.
- - raketten-orde (Chenopodio-Urticetalia)
    - verbond van kleverig kruiskruid (Salsolion ruthenicae)
      - vlieszaad-associatie (Bromo-Coryspermetum)
      - associatie van raketten en kompassla (Erigeronto-Lactucetum)

    - kaasjeskruid-verbond (Arction)
      - associatie van kleine brandnetel (Urtico-Malvetum neglectae)
      - kruipertje-associatie (Hordeetum murini)
      - associatie van stinkende ballote en andere netels (Balloto-Arctietum)

  - orde van distels en ruwbladigen (Onopordetalia acanthii)
    - verbond van distels en ruwbladigen (Onopordion acanthii)
      - slangenkruid-associatie (Echio-Verbascetum)

  - wormkruid-orde (Agropyretalia)
    - wormkruid-verbond (Dauco-Melilotion)
      - honingklaver-associatie (Echio-Melilotetum)
      - kweekdravik-associatie (Bromo inermis-Eryngietum campestris)
      - wormkruid-associatie (Tanaceto-Artemisietum)

- rompgemeenschap met wilde chichorei (RG Cichorium intybus-[Agropyretalia/Arrhenatheretalia])
- rompgemeenschap met grote kaardenbol (RG Dipsacus fullonum-[Agropyretalia/Arrhenatheretalia])
- rompgemeenschap met ruige zegge (RG Carex hirta-[Agropyretalia/Trifolio-Festucetalia ovinae])
- rompgemeenschap met bijvoet (RG Artemisia vulgare-[Artemisietea vulgaris])
- rompgemeenschap met grote zandkool (RG Diplotaxis tenuifolia-[Artemisietea vulgaris])
- rompgemeenschap met akkerwinde (RG Convolvulus arvensis-[Artemisietea vulgaris])
- rompgemeenschap met kweek (RG Elymus repens-[Artemisietea vulgaris])
- rompgemeenschap met akkerdistel (RG Cirsium arvense-[Artemisietea vulgaris])
- rompgemeenschap met pijlkruidkers (RG Lepidium draba-[Artemisietea vulgaris])
- rompgemeenschap met bezemkruiskruid (RG Senecio inaequidens-[Artemisietea vulgaris])
- rompgemeenschap met klein hoefblad (RG Tussilago farfara-[Artemisietea vulgaris/Convolvulo-Filipenduletea])
- rompgemeenschap met late stekelnoot en kweek (RG Xanthium strumarium-Elymus repens-[Artemisietea vulgaris/Plantaginetea majoris])

## Fotogalerij

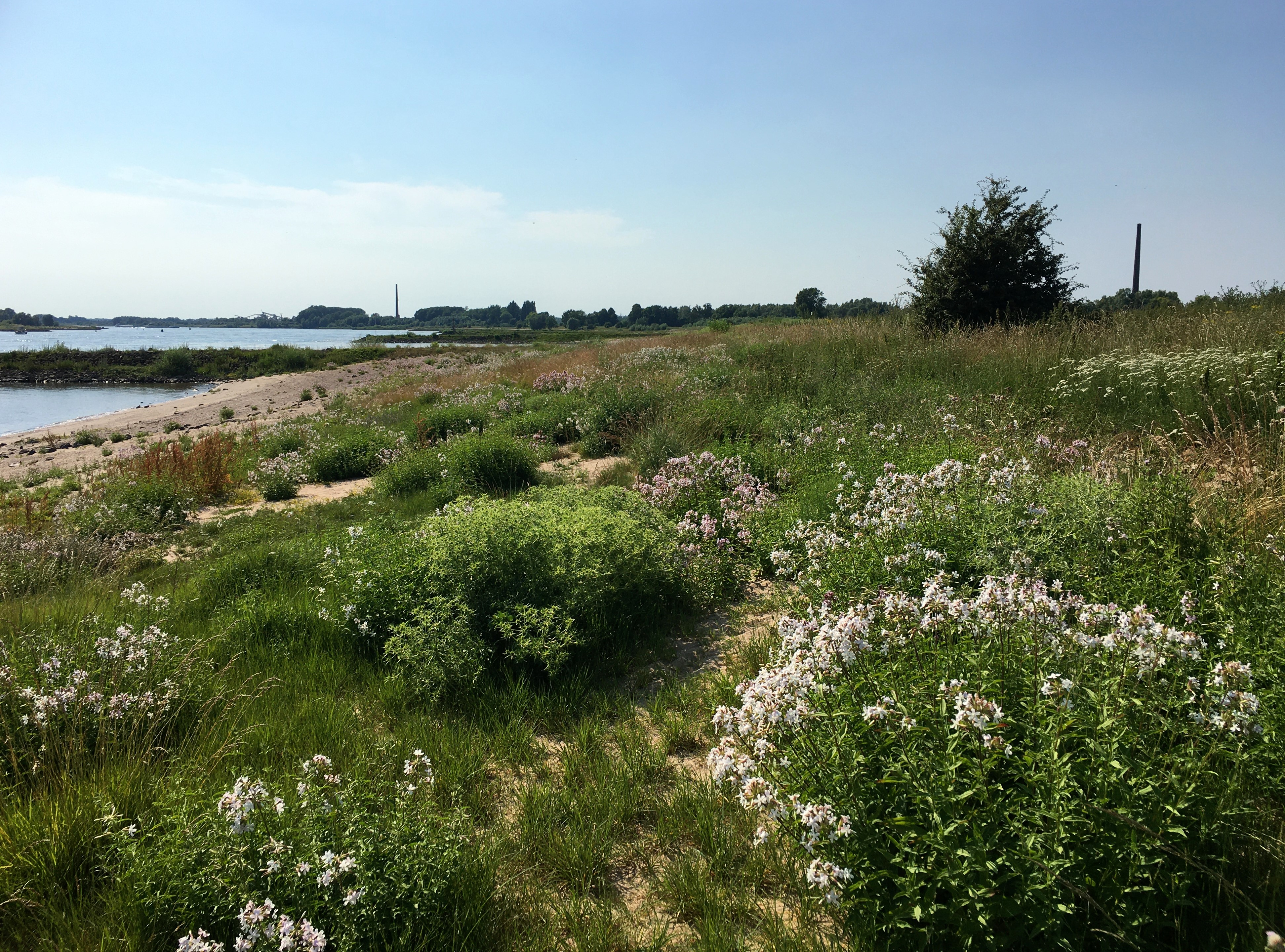
Vegetatieaspect van de kweekdravik-associatie
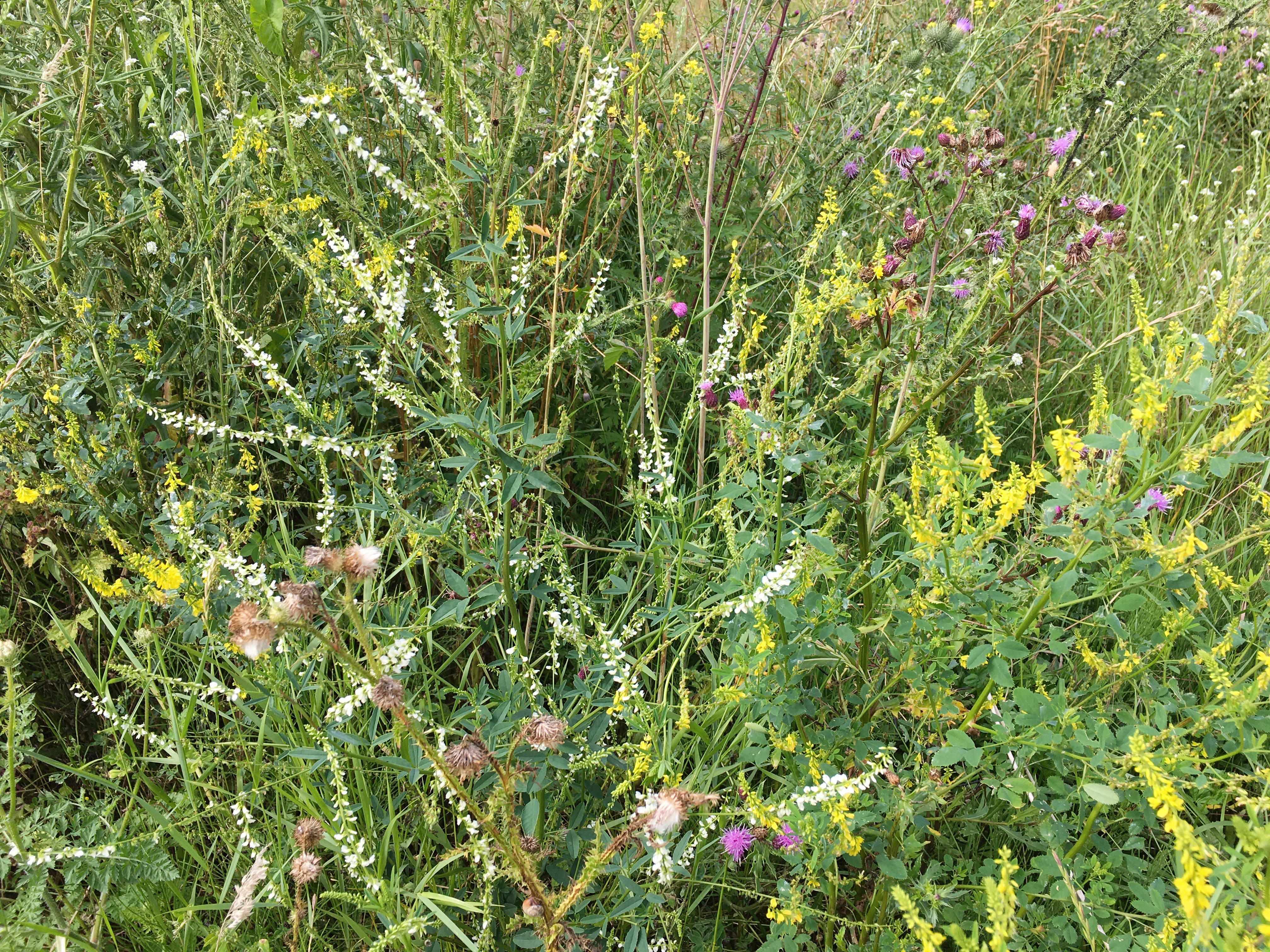
Een close-up van de honingklaver-associatie
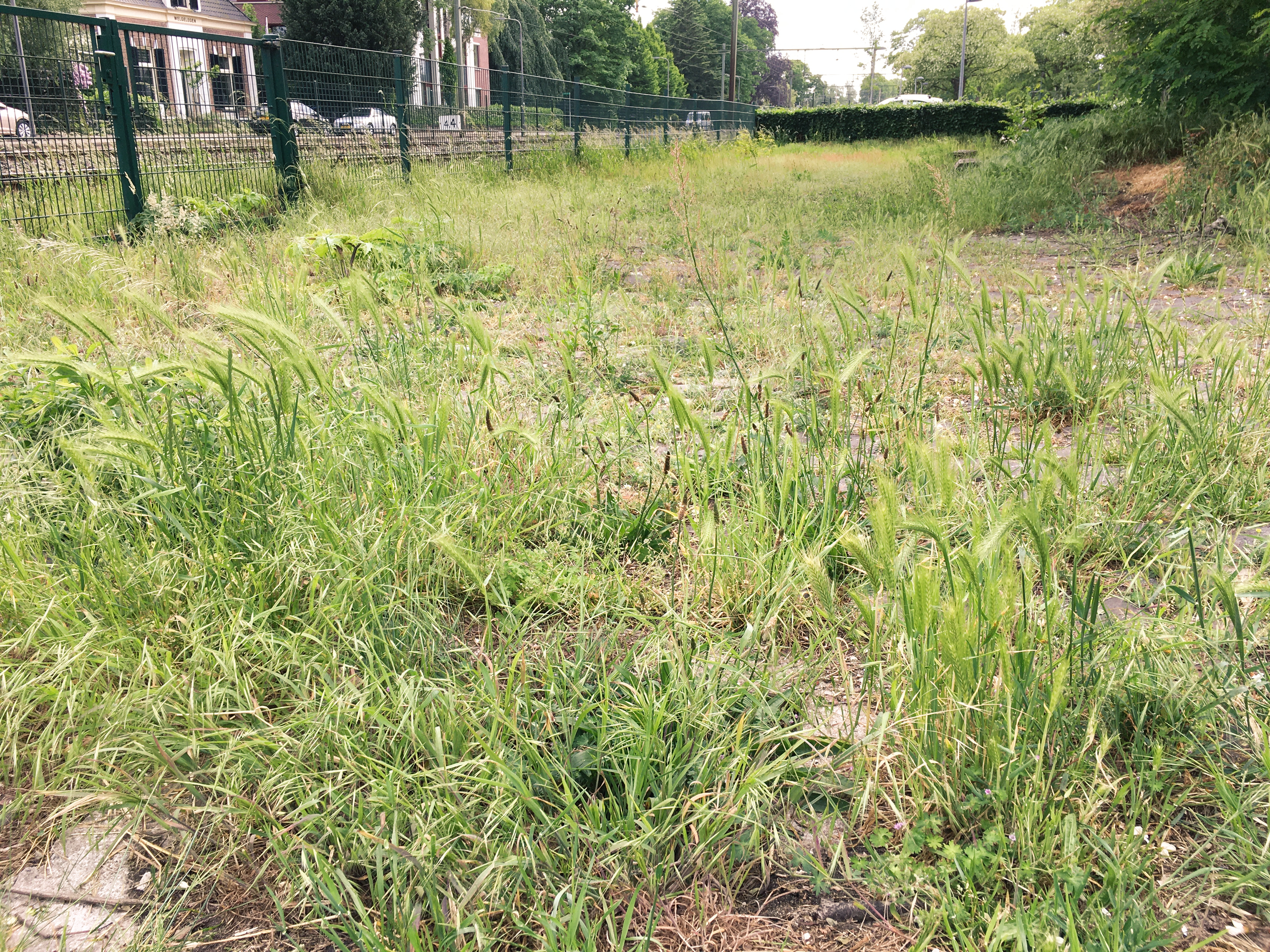
Vegetatieaspect van de kruipertje-associatie
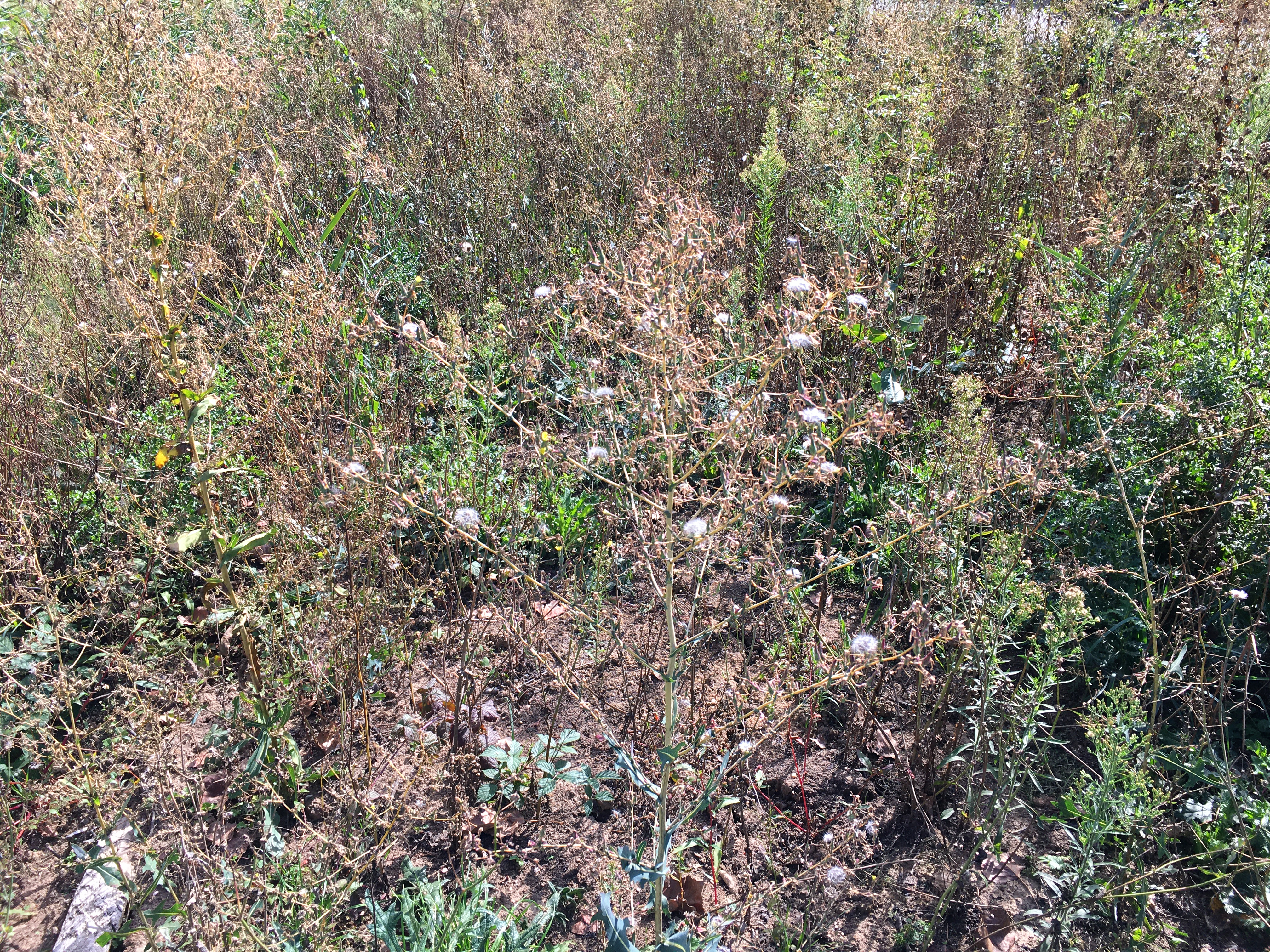
Close-up van de associatie van raketten en kompassla